# Histoire des appareils auditifs
 (septembre 2023).
La mise en forme du texte ne suit pas les recommandations de Wikipédia : il faut le « wikifier ».
Les points d'amélioration suivants sont les cas les plus fréquents. Le détail des points à revoir est peut-être précisé sur la page de discussion.
- Les titres sont pré-formatés par le logiciel. Ils ne sont ni en capitales, ni en gras.
- Le texte ne doit pas être écrit en capitales (les noms de famille non plus), ni en gras, ni en italique, ni en « petit »…
- Le gras n'est utilisé que pour surligner le titre de l'article dans l'introduction, une seule fois.
- L'italique est rarement utilisé : mots en langue étrangère, titres d'œuvres, noms de bateaux, etc.
- Les citations ne sont pas en italique mais en corps de texte normal. Elles sont entourées par des guillemets français : « et ».
- Les listes à puces sont à éviter, des paragraphes rédigés étant largement préférés. Les tableaux sont à réserver à la présentation de données structurées (résultats, etc.).
- Les appels de note de bas de page (petits chiffres en exposant, introduits par l'outil «  Source ») sont à placer entre la fin de phrase et le point final[comme ça].
- Les liens internes (vers d'autres articles de Wikipédia) sont à choisir avec parcimonie. Créez des liens vers des articles approfondissant le sujet. Les termes génériques sans rapport avec le sujet sont à éviter, ainsi que les répétitions de liens vers un même terme.
- Les liens externes sont à placer uniquement dans une section « Liens externes », à la fin de l'article. Ces liens sont à choisir avec parcimonie suivant les règles définies. Si un lien sert de source à l'article, son insertion dans le texte est à faire par les notes de bas de page.
- La présentation des références doit suivre les conventions bibliographiques. Il est recommandé d'utiliser les modèles {{Ouvrage}}, {{Chapitre}}, {{Article}}, {{Lien web}} et/ou {{Bibliographie}}. Le mode d'édition visuel peut mettre en forme automatiquement les références.
- Insérer une infobox (cadre d'informations à droite) n'est pas obligatoire pour parachever la mise en page.

Pour une aide détaillée, merci de consulter Aide:Wikification.
Si vous pensez que ces points ont été résolus, vous pouvez retirer ce bandeau et améliorer la mise en forme d'un autre article.
 (septembre 2023).

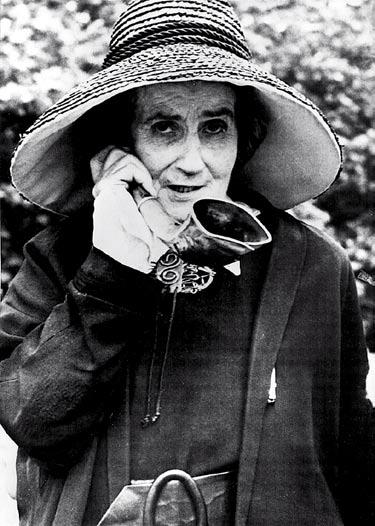
Madame de Meuron avec trompette d'oreille

Le premier appareil auditif a été créé au XVIIe siècle. La modernisation des prothèses auditives modernes a commencé avec la création du téléphone et de la première prothèse auditive électrique, inventée en 1898. Vers la fin du XXe siècle, les prothèses numériques étaient distribuées à grande échelle. Certaines des premières prothèses étaient des dispositifs externes. Les appareils externes dirigeaient les sons vers l'avant de l’oreille et bloquaient tous les autres bruits. L'appareil s'incruste derrière ou dans l'oreille.
L'invention du microphone à charbon, des émetteurs, de la puce de traitement du signal numérique (DSP) et le développement de la technologie informatique ont tous contribué à modifier les prothèses auditives dans leurs formes actuelles.

## Trompette auriculaire

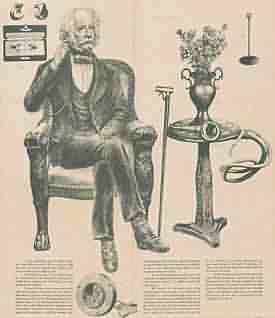
Chaise acoustique de Frederick Rein, conçue pour le roi Jean VI du Portugal vers le début du XIXe siècle.

L'utilisation de trompettes auriculaires pour les malentendants remonte au XVIIe siècle. Vers la fin du XVIIIe siècle, leur utilisation devient de plus en plus courante. Les trompettes auriculaires coniques pliables étaient manufacturés par des constructeurs d'appareils spécialisés de manière ponctuelle pour une clientèle spécifique. Parmi les modèles bien connus de l'époque se retrouvent la trompette Townsend (fabriquée par l'éducateur sourd John Townshend), la trompette Reynolds (spécialement créée pour le peintre Joshua Reynolds ) et la trompette Daubeney.
La première entreprise à produire des trompettes auriculaires à usage commerciale a été créée par Frederick C. Rein à Londres en 1800. En plus de produire des trompettes auriculaires, Rein commercialisait également des ventilateurs auditifs et des tubes acoustiques. Ces instruments permettaient d'amplifier les sons, tout en restant portables. Ces appareils étaient cependant généralement encombrants et devaient être physiquement soutenus par quelque chose plus bas, tel qu'un bras. Par après, des trompettes et des cônes auriculaires plus petits et portables ont été utilisés comme prothèses auditives,.

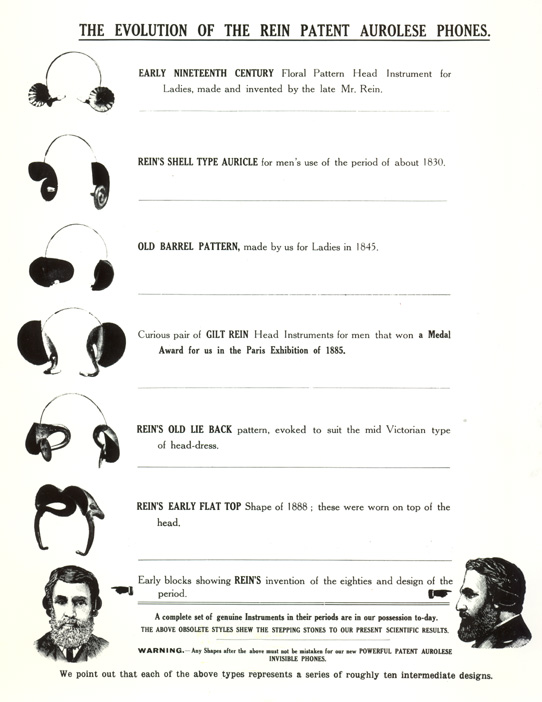
Catalogue de Frederick Rein Ltd., présentant des créations évolutives du XIXe siècle.

Rein a été chargé de concevoir une chaise acoustique spécialement pour le roi Jean VI du Portugal, malade, en 1819. Le trône était conçu avec des bras richement sculptés ressemblant à des gueules ouvertes de lions. Ces trous servaient à la réception du son, qui était transmis à l'arrière du trône via un tube parlant dans l'oreille du roi. Finalement, vers la fin des années 1800, le cornet acoustique, qui était un tube à deux extrémités, soit un cône qui capturait le son, était finalement conçu pour s'adapter à l'oreille.
Vers la fin du XIXe siècle, les prothèses auditives cachées sont devenues de plus en plus populaires. Rein a été novateur grâce à de nombreux modèles remarquables, notamment ses « bandeaux acoustiques », où l'appareil auditif était astucieusement dissimulé dans les cheveux ou le couvre-chef du porteur. Les téléphones Aurolese de Reins étaient des bandeaux, fabriqués dans des formes diverses et variées, qui incorporaient des amplificateurs de sons près de l'oreille. Les appareils auditifs étaient également cachés dans le mobilier, les vêtements et les accessoires. Cette tendance à une invisibilité toujours croissante visait davantage à cacher le handicap de l'individu aux autres qu'à l'aider face à son handicap.

## Prothèses auditives électroniques

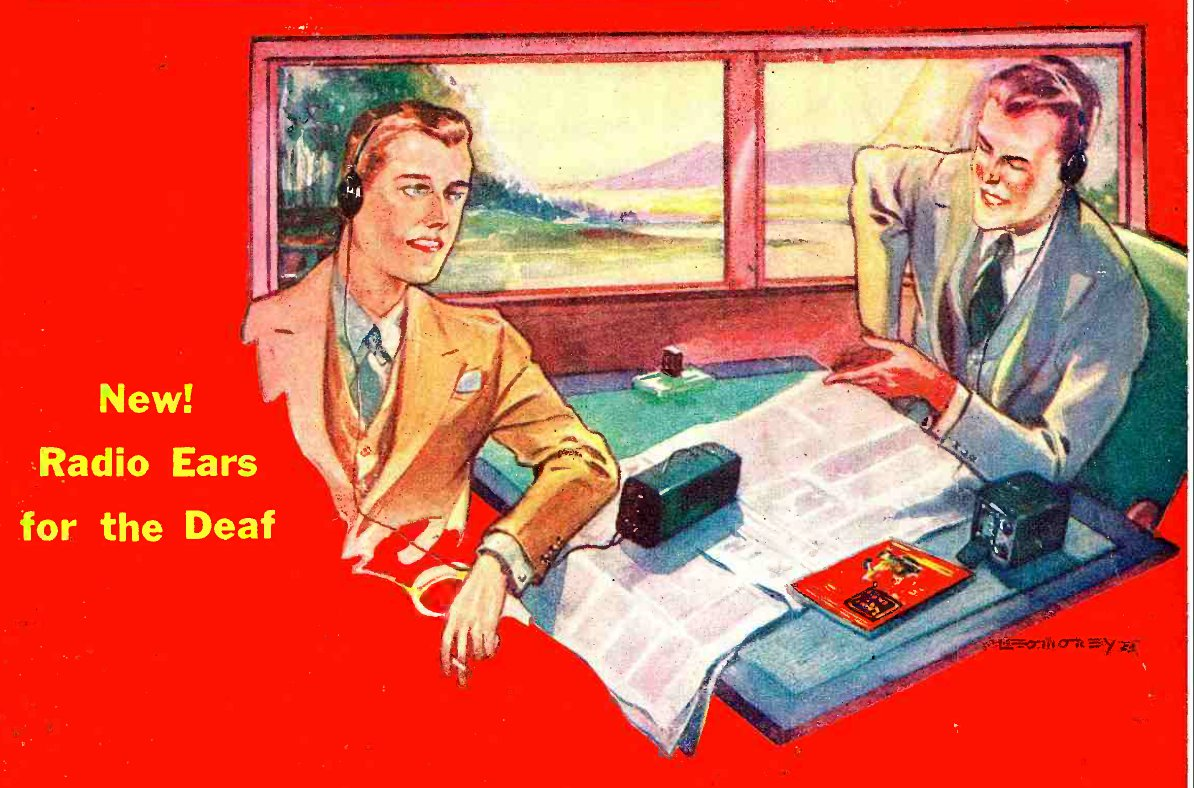
Une publicité de 1933 pour les premiers appareils auditifs à tube à vide.

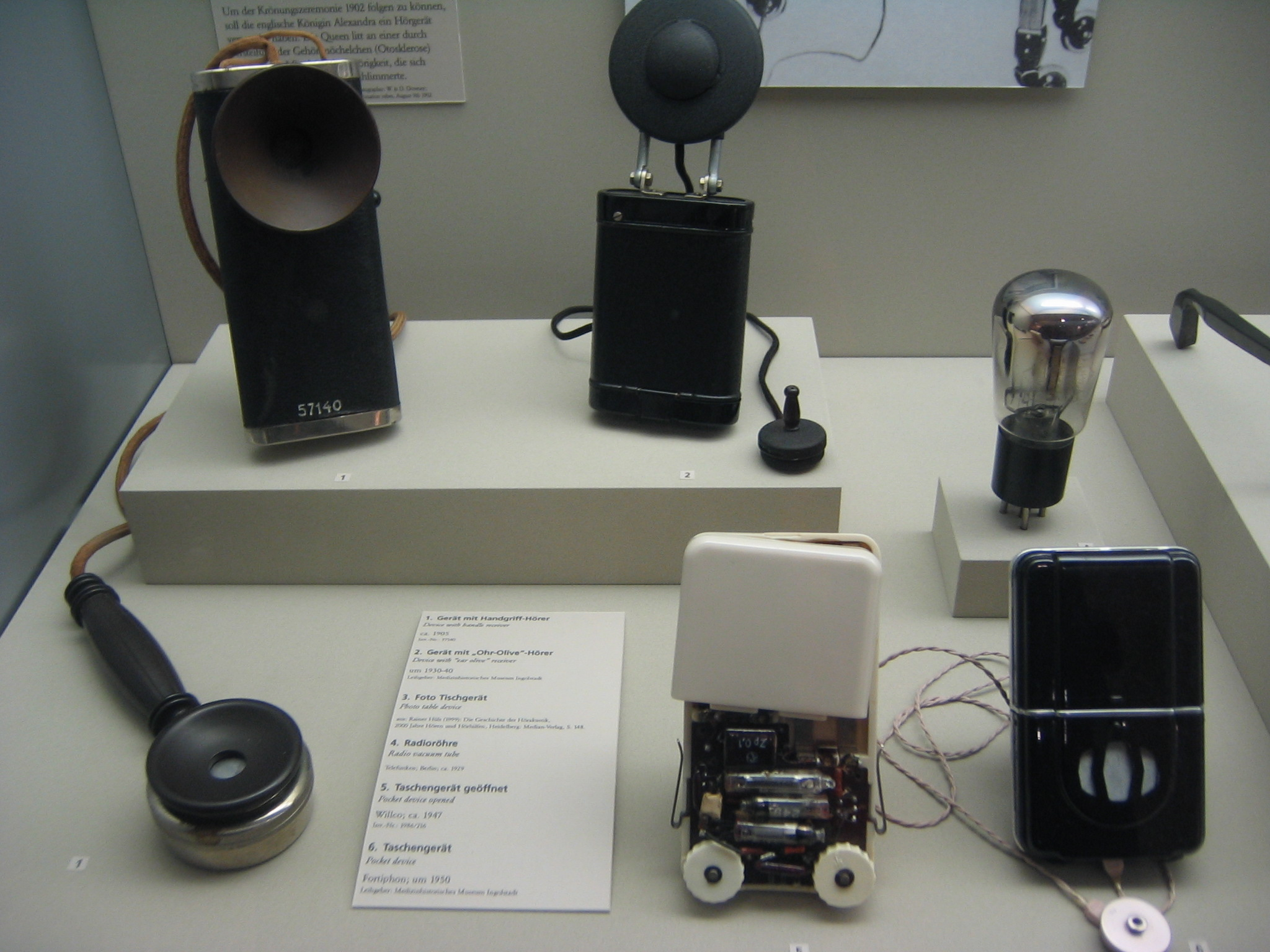
Ces appareils auditifs allemands datent des années 1920 à 1950 environ. Ils comprennent un accessoire similaire à un récepteur téléphonique. Musée de la médecine de Berlin, en Allemagne.

Les premières prothèses auditives électroniques ont été construites après l’invention du téléphone et du microphone, vers les années 1870 et 1880. La technologie du téléphone a amélioré la manière dont le signal acoustique pouvait être modifié. Les téléphones étaient capables de contrôler le volume, la fréquence et la distorsion des sons. Ces capacités ont été utilisées dans la création de prothèses auditives.
La première prothèse électrique, appelée Akouphone, a été créée par Miller Reese Hutchison (en) en 1898. Il utilisait un émetteur au carbone, afin que la prothèse soit portable. L'émetteur au carbone était utilisé pour amplifier le son en prenant un signal faible en entrée et en utilisant le courant électrique pour en amplifier le signal en sortie. Ces prothèses auditives électroniques ont éventuellement été transformées en sacs à main et autres accessoires.
L'un des premiers constructeurs d'aides auditives amplifiées électroniquement était la société Siemens en 1913. Leurs prothèses étaient encombrantes et difficiles à transporter. Ils avaient à peu près la taille d'une « grande boîte à cigares » et avaient un haut-parleur qui tenait dans l'oreille.
La première prothèse à tube de vide a été brevetée en 1920 par Earl Hanson, un ingénieur naval. Elle s'appelait Vactuphone et utilisait l'émetteur téléphonique pour convertir la parole en signaux électriques. Une fois le signal converti, il serait amplifié lorsque transmis au récepteur. La prothèse pesait trois kilogrammes, ce qui la rendait suffisamment légère pour pouvoir être transportée. D'autres compagnies, telles que Marconi en Angleterre et Western Electric aux États-Unis ont également commercialisé des prothèses à tubes sous vide en 1923.
Pendant les années 1920 et 1930, les appareils auditifs à tube à vide ont connu plus de succès et ont commencé à diminuer en taille grâce à des efforts de miniaturisation de la technologie. Le modèle 56 d'Acousticon a été créé au milieu des années 1920 et a été l'une des premières aides auditives portables, bien qu'assez lourd. La première prothèse portable utilisant la technologie du tube à vide a été commercialisée en Angleterre en 1936, puis un an après aux États-Unis. Dans les années 1930, les appareils auditifs sont devenus populaires auprès du grand public. Multitone de Londres (en) a breveté la première aide auditive utilisant le contrôle automatique du gain. Cette même société a introduit une version portable de celle-ci en 1948.
Le bond technologique survenu pendant la Seconde Guerre mondiale à cause de l'industrie militaire a contribué au développement des appareils auditifs. L’une des avancées majeures permises par la Seconde Guerre mondiale a été l’idée de la miniaturisation. Cela a pu se ressentir dans le modèle de Zenith Miniature 75 de poche.

## Prothèse auditive à transistors

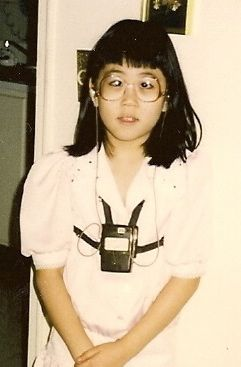
Cette photo du début des années 1980 montre une aide auditive à transistor portée sur la poitrine avec des bretelles. Il y aurait parfois un problème d'interférence statique, même si le porteur riait ou souriait.

Le développement des transistors en 1948 dans les Laboratoires Bell a conduit à des améliorations majeures des prothèses auditives. Le transistor a été inventé par John Bardeen, Walter Brattain et William Shockley. Les transistors ont été créés pour remplacer les tubes à vide. Étant plus petits, nécessitant moins de batterie, présentant moins de distorsion et de chaleur que leur prédécesseur et étant plus résistants que les tubes à vide, ils étaient supérieurs en tous points. Le transistor était donc le remplacement idéal. La prothèse Sonotone 1010 (en) de 1952 utilisait un étage à transistors ainsi que des tubes à vide afin de prolonger la durée de vie de la batterie. La taille de ces transistors a conduit au développement du microphone à carbone miniaturisé. Ces microphones pouvaient être montés sur divers objets, y compris des lunettes. En 1951, Raytheon a fabriqué parmi les premiers transistors et a été l’une des premières entreprises à en produire à échelle industrielle à travers toute l’Amérique. Raytheon s'est cependant rendu compte que sa prothèse ne durait pas longtemps et a donc recommencé à vendre des aides auditives à tube sous vide en parallèle des prothèses à transistors.
L’incorporation de transistors dans les appareils auditifs a été si rapide que la technologie n’a pas été correctement testée. Il a été découvert plus tard que les transistors pouvaient devenir humides. Or, à cause de cette humidité, l’aide auditive ne durait que quelques semaines, puis devenait hors-service. Afin d'éviter ce problème, il a fallu appliquer un revêtement sur le transistor afin de le protéger de l'humidité. Ce problème devait être réglé pour que les transistors des aides auditives puissent fonctionner correctement.
Zenith a été la première entreprise à découvrir que les transistors craignaient la chaleur corporelle des individus. Après être parvenu à cette conclusion, les premières prothèses auditives à «transistors uniquement» proposées en 1952 étaient appelées Microtone Transimatic et Maico Transist-ear. En 1954, la société Texas Instruments a conçu un transistor au silicium, beaucoup plus efficace que la version précédente du transistor. La fin du transistor a été marquée par l'invention du circuit intégré par Jack Kilby, qui travaillait chez Texas Instruments en 1958. La technique a par la suite été perfectionnée pour les prothèses auditives les 20 années qui ont suivi.
Elmer V. Carlson, auteur de trente brevets, a joué un rôle primordial dans l'invention de nombreux composants des appareils modernes,.

## Prothèse auditive numérique
Au début des années 1960, les Laboratoires Bell ont créé un processus de traitement numérique permettant de créer des signaux vocaux et audio depuis un grand ordinateur central. En raison de la faible puissance de calcul de ces grands ordinateurs numériques, le processus de simulation des aides auditives était extrêmement lent. Le traitement du signal vocal audio prenait plus de temps que la durée du signal vocal lui-même, empêchant donc le traitement de la parole en temps réel. Il était donc inimaginable de concevoir qu’une aide auditive numérique autonome et portable puisse être suffisamment petite pour s’adapter à une oreille comme les appareils auditifs analogiques conventionnels. Cependant, la recherche sur le traitement numérique était importante pour apprendre comment développer des sons pour les personnes malentendantes.
Dans les années 1970, le microprocesseur est inventé. Le microprocesseur a permis la possibilité de miniaturiser la prothèse numérique. De plus, le chercheur Edgar Villchur a développé un dispositif de compression d'amplitude multicanal analogique qui permettait de séparer le signal audio en bandes de fréquences. Ces bandes de fréquences permettaient d'ajuster le son analogique de manière non linéaire afin que les sons puissants soient moins amplifiés et qu'à contrario, les sons faibles soient plus amplifiés. Le système de compression d'amplitude multicanal sera plus tard utilisé comme structure fondamentale pour les premières prothèses utilisant la technologie numérique.
Une prothèse hybride a également été conçue dans les années 1970, où les composants analogiques d'une aide auditive conventionnelle tels que des amplificateurs, des filtres et un limiteur de signal étaient combinés avec un composant numérique mis à part dans un boîtier d'appareil auditif conventionnel. Le traitement audio restait analogique, mais était contrôlé par le composant numérique. Le composant numérique pouvait être programmé en connectant l'appareil à un ordinateur d'un laboratoire informatique, puis en le déconnectant afin de permettre à l'appareil hybride de fonctionner comme un appareil portable conventionnel.
La prothèse hybride s'est avérée efficace d'un point de vue pratique étant donné sa faible consommation d'énergie et sa petite taille. À cette époque, les amplificateurs analogiques de faible puissance étaient bien développés, contrairement aux puces semi-conductrices disponibles qui ne pouvaient traiter l’audio en temps réel. La combinaison de composants analogiques hautement performants pour le traitement audio en temps réel et d'un composant numérique séparé contrôlant uniquement le signal analogique a conduit à la création de plusieurs composants  numériques faible consommation capables d'implémenter différents types de contrôle numérique de circuits analogiques.
Un appareil auditif hybride a été développé par Etymotic Design. Un peu plus tard, Mangold et Lane ont créé une prothèse auditive hybride multicanal programmable. Graupe et ses co-auteurs ont développé un composant numérique programmable implémentant un filtre de bruit adaptatif pouvant être ajouté à une aide auditive hybride.
La création de processeurs numériques à grande vitesse utilisés dans les mini-ordinateurs a ouvert la porte à des améliorations pour des prothèses entièrement numériques. Ces mini-ordinateurs étaient capables de traiter les signaux audio à des vitesses équivalentes au temps réel. En 1982, à l'Université de la ville de New York, une prothèse expérimentale entièrement numérique fonctionnant en temps réel a été créée, qui fonctionne grâce à un processeur numérique intégré dans un mini-ordinateur externe autonome ainsi qu'à un émetteur radio FM qui permettait une connexion sans fil entre le mini-ordinateur et l'utilisateur qui avait un émetteur-récepteur sur le corps. L'émetteur-récepteur FM sur le corps était relié par un fil à un microphone auriculaire et à un haut-parleur. IIl s'agissait techniquement d'une aide auditive portable, bien qu'elle n'était pas autonome et que la portée était limitée par l'émetteur-récepteur de l'utilisateur et que le mini-ordinateur externe était extrêmement lourd et presque impossible à déplacer, ce qui l'empêche d'être utilisé en conditions réelles. Cette invention a cependant malgré tout représenté une réelle avancée dans la création d'une prothèse auditive entièrement numérique.

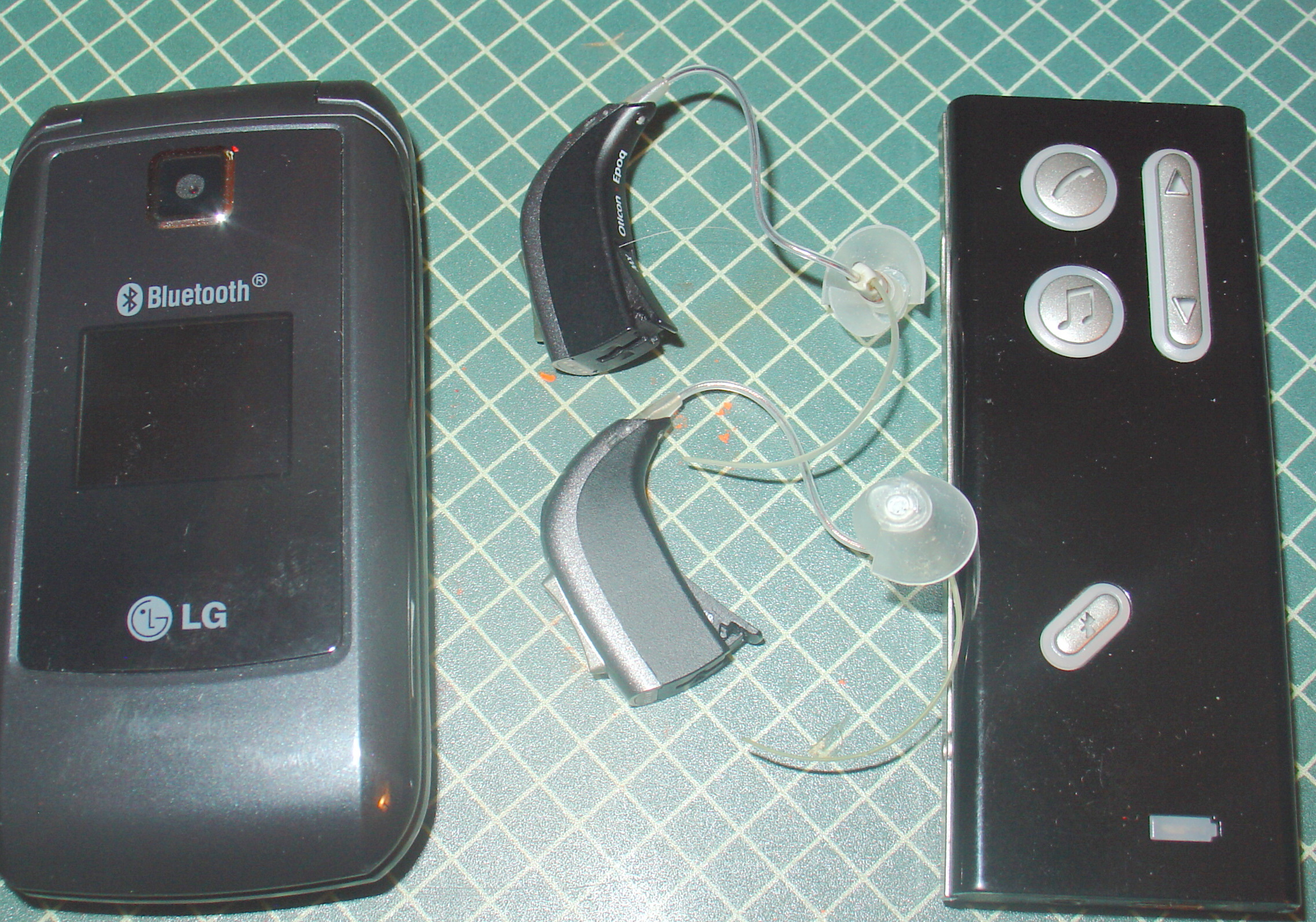
Aides auditives Oticon à utiliser avec les appareils sans fil Bluetooth.

Au début des années 1980, un groupe de recherche de l'Institut central pour les sourds dirigé par des membres du corps professoral de l'Université Washington de St-Louis a créé la première prothèse auditive portable entièrement numérique,. Ils ont tout d'abord conçu une prothèse auditive entièrement numérique, complète et fonctionnelle, puis ont conçu et fabriqué des puces informatiques miniaturisées en utilisant des puces de traitement du signal numérique personnalisées faible consommation et d'une technologie de puce intégrée à très grande échelle capable de traiter à la fois le signal audio en temps réel et les signaux de commande, tout en pouvant être alimenté par une pile et être entièrement portable en tant qu'appareil auditif portable entièrement numérique capable d'être utilisée réellement par les personnes malentendantes dans n'importe quel environnement, soit comme une prothèse conventionnelle. Engebretson, Morley et Popelka sont les inventeurs de la première prothèse entièrement numérique. Leurs travaux ont abouti au brevet américain No 4 548 082, « Prothèses auditives, appareils de fourniture de signaux, systèmes de compensation des déficiences auditives et méthodes » par A Maynard Engebretson, Robert E Morley, Jr. et Gerald R Popelka, déposé en 1984 et publié en 1985. Cette prothèse portable entièrement numérique comprenait également de nombreuses fonctionnalités supplémentaires encore utilisées dans tous les appareils auditifs entièrement numériques contemporains, tels qu'une interface bidirectionnelle avec un ordinateur externe, une auto-calibration, un auto-ajustement, une large bande passante, une programmabilité numérique, un algorithme d'ajustement basé sur l'audibilité, du stockage interne pour les programmes numériques, de la compression d'amplitude multicanal entièrement numérique et de la limitation de sortie. Ce groupe a créé plusieurs de ces aides auditives entièrement numériques et les a utilisées pour des recherches sur les personnes malentendantes, car elles les portaient de la même manière que les prothèses auditives conventionnelles en situation réelle. Dans ce premier DHA complet, toutes les étapes de traitement et de contrôle du son ont été réalisées en format binaire. Le son externe provenant de microphones positionnés dans un module auriculaire identique à un contour d'oreille a d'abord été converti en code binaire, puis traité et contrôlé numériquement en temps réel, puis reconverti en un signal analogique envoyé à des haut-parleurs miniatures positionnés dans le même module auriculaire BTE. Ces puces spécialisées pour aides auditives ont continué à se miniaturiser, à augmenter leur capacité de calcul et à nécessiter encore moins d’énergie. Aujourd’hui, presque toutes les prothèses commerciales sont entièrement numériques et leur capacité de traitement du signal numérique a considérablement augmenté. Des puces auditives numériques spécialisées de très petite taille et de très faible consommation sont désormais utilisées dans toutes les aides auditives fabriquées dans le monde. De nombreuses nouvelles fonctionnalités ont également été ajoutées grâce à diverses technologies sans fil avancées intégrées.
La première prothèse auditive entièrement numérique commerciale a été créée en 1987 par Nicolet Corporation. La prothèse contenait un processeur porté sur le corps doté d'une connexion câblée avec un transducteur monté sur l'oreille. Bien que les prothèses auditives de Nicolet Corporation n'aient pas connu un énorme succès commercial et que l'entreprise a rapidement dû fermer ses portes, elle a lancé une compétition entre les différents constructeurs de prothèses auditives afin de créer des aides auditives entièrement numériques plus efficaces. Deux ans plus tard, en 1989, la prothèse auditive commerciale entièrement numérique se déposant sur le contour de l'oreille était lancée.
Les Laboratoires Bell ont également développé le secteur des prothèses auditives en développant une prothèse hybride numérique-analogique. Cet appareil utilisait des circuits numériques pour gérer un amplificateur de compression à deux canaux. Même si les premières recherches ont été fructueuses, la société mère des Laboratoires Bell, AT&T, s'est retirée du marché des prothèses auditives et a vendu ses droits à Resound Corporation en 1987. Lorsque l’appareil a été lancé sur le marché, il a contribué à apporter des changements majeurs dans le monde des prothèses auditives hybride.
Après le succès de Resound Corporation, d’autres constructeurs d’appareils auditifs ont commencé à proposer des appareils hybrides comprenant des amplificateurs, des filtres et des limiteurs analogiques gérés numériquement. Ces appareils présentaient de nombreux avantages, tels que le stockage des paramètres, la possibilité de tests de comparaison par paires, les paramètres pour différents environnements acoustiques et les méthodes de traitement du signal plus avancées, notamment la compression multicanal.
Le prochain jalon majeur a été la création d’un appareil auditif commercial entièrement numérique. La société Oticon a développé la première prothèse auditive commerciale entièrement numérique en 1995, mais n'a été distribuée qu'aux centres de recherche audiologique pour la recherche sur la technologie numérique dans le domaine de l'amplification acoustique. La Senso, créé par Widex en 1996, a été la première prothèse auditive entièrement numérique qui a connu un succès commercial. Après le succès du Senso, Oticon a commencé à commercialiser sa propre prothèse, la DigiFocus.
Les prothèses numériques actuelles sont maintenant programmables, ce qui permet de réguler le son par elles-mêmes, sans utiliser contrôleur séparé. L’appareil entièrement numérique peut désormais s’ajuster automatiquement dépendamment de l’environnement dans lequel il se trouve et n’a souvent pas besoin d’un bouton physique pour gérer le volume.
Récemment, les appareils auditifs « Made for iPhone » (MFi) ont été introduits par Resound, qui permet aux utilisateurs d'appareils auditifs MFi de diffuser des appels téléphoniques, de la musique et des balados directement à partir d'appareils fonctionnant avec iOS.
En exploitant directement la puissance de calcul pour du traitement audio des téléphones, l'entreprise Jacoti BVBA, basée en Belgique, a développé ListenApp, la première application d'appareils auditifs numérique à obtenir la certification CE et l'approbation de la FDA en tant que dispositif médical.

## Puces pour appareils auditifs
L'une des premières puces pour appareil auditif numérique a été créée par Daniel Graupé. La puce numérique, appelée Zeta Noise Blocker, ajuste régulièrement le gain dans les canaux de fréquence afin de contrôler les niveaux de bruit élevés. La puce a été intégrée dans de nombreuses prothèses auditives dans les années 1980. En plus du Zeta Noise Blocker, des puces numériques ont été développées pour le traitement du signal numérique à grande vitesse, soit TSN. Les puces TSN ont vu le jour en 1982 et ont commencé à être intégrées aux aides auditives cette même année. En 1988, des puces étaient produites pour les appareils auditifs. L’une des avancées majeures de ces puces était leur capacité à traiter à la fois la parole et d’autres types de bruits en temps réel. Le défaut majeurs de ces puces était cependant qu’elles étaient massives et consommaient beaucoup de batterie, ce qui rendait le fait de les porter presque impossible à porter.

## Voir également
- Surdité spatiale